# Klein venedig
Klein-Venedig (Pequena Veneza) ou Welserland (País Welser) foi o território mais significativo da colonização alemã das Américas, de 1528 a 1546, em que a família bancária de Welser da cidade imperial livre de Augsburg do  Sacro Império Romano-Germânico obteve direitos coloniais na Província da Venezuela em troca de dívidas do Imperador Carlos V do Sacro Império Romano Germânico, que também era rei da Espanha. Em 1528, Carlos V concedeu ao Welser um contrato para explorar, governar e colonizar a área em seu nome com a principal motivação de procurar a lendária cidade dourada de Eldorado.  O empreendimento foi liderado inicialmente por Ambrosius Ehinger, que fundou Maracaibo em 1529. Após as mortes de Ehinger (1533) e depois de seu sucessor Georg von Speyer (1540), Philipp von Hutten continuou a exploração no interior e, na sua ausência da capital da província, a coroa da Espanha reivindicou o direito de nomear o governador. No retorno de Hutten à capital, Santa Ana de Coro, em 1546, o governador espanhol Juan de Carvajal von Hutten e Bartholomeus VI. Welser foi executado. O rei Carlos I revogou a carta de Welser.
Welser transportou para a colônia mineiros alemães e 4.000 escravos africanos como mão-de-obra para trabalhar plantações de cana-de-açúcar. Muitos colonos alemães morreram de doenças tropicais, para as quais não tinham imunidade, ou ataques nativos hostis durante viagens frequentes nas profundezas do território nativos em busca de ouro.

## Antecedentes
Bartholomeus V. Welser era o chefe da empresa bancária da Welser Brothers, que alegava descender do general bizantino Belisário. Possuíam grandes riquezas, e Bartolomeu foi criado como príncipe do império e nomeado conselheiro do Imperador Carlos V, a quem emprestou grandes somas. Para o pagamento dessas dívidas, o Imperador (também Rei da Espanha) concedeu, em 1527, a recém-descoberta Província da Venezuela. Os Welser foram obrigados a conquistar o país às suas próprias despesas, alistando apenas tropas Espanholas (dos Habsburg) e do Condado de Flandres, montaram duas expedições de quatro navios e construíram duas cidades e três fortes no prazo de dois anos após a posse. Como a Venezuela tinha fama de conter minas de ouro, mais tarde obteve permissão para enviar 150 mineiros alemães. Heinrich Ehinger e Hieronymus Sailer, independentemente ou como agentes dos Welsers, negociaram os direitos.

## Procura do Eldorado

### Ambrosius Ehinger

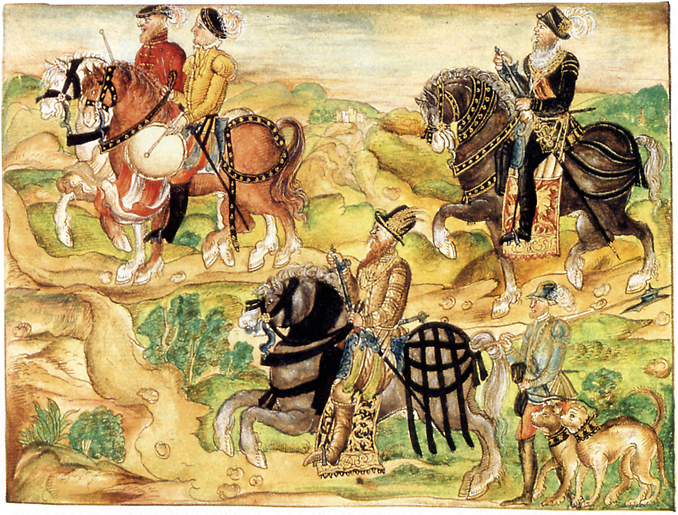
Inspeção do exército de Welser por Georg von Speyer (à direita) e Philipp von Hutten (centro) em Sanlúcar de Barrameda

De acordo com seu contrato, Welser armou uma frota que navegou da hoje Sanlúcar de Barrameda no início de 1528, sob o comando de Ambrosius Ehinger, a quem ele nomeou. Os Welser estabeleceram um esquema de colonização e enviaram Ehinger como governador para Santa Ana de Coro (em alemão:  Neu-Augsburg), a capital da Província da Venezuela. Ehinger deixou Sevilha em 7 de outubro de 1528 com o espanhol García de Lerma e 281 colonos. Em Santo Domingo, de Lerma com 50 companheiros partiu para Santa Marta, para restabelecer o controle espanhol após o assassinato do governador de lá. Ehinger e o restante seguiram para a costa venezuelana e desembarcaram em 24 de fevereiro de 1529 em Santa Ana de Coro. Quase imediatamente, Ehinger substituiu seu adjunto espanhol González de Leyva, nomeado por Welser, por Nicolaus Federmann.
De Coro, Ehinger explorou o interior em busca da lendária cidade dourada de Eldorado. Em agosto de 1529, Ehinger fez sua primeira expedição ao lago Maracaibo, onde ocorreram combates contra o povo indígena local, os Coquivacoa. Depois de vencer uma série de sangrentas batalhas, ele fundou o assentamento em Maracaibo em 8 de setembro de 1529. Ehinger nomeou a cidade de Nova Nuremberg (lang-de | Neu-Nürnberg}) e o lago com base no nome do valente cacique Mara do Coquivacoa, que havia morrido nos combates. A cidade foi renomeada para Maracaibo depois que os espanhóis tomaram posse. 
Ehinger enfrentou a malária e decidiu se recuperar nos confortos relativamente civilizados de Hispaniola e, assim, entregou autoridade temporária a Federmann em 30 de julho de 1530. Ao retornar, Ehinger, com 40 cavalos e 130 soldados e um número incontável de índios aliados, partiu de Coro em 1º de setembro de 1531 em sua segunda expedição ao suposto país do ouro a oeste. Atravessaram as montanhas Oca e Valledupar da Serranía del Perijá, moveram-se ao longo do rio Cesar e, finalmente, até a Ciénaga de Zapatosa. Lá, a expedição descansou cerca de três meses, depois continuou para o sul, onde encontraram forte resistência das tribos indígenas, aí, voltaram para o leste, ao longo do rio Lebrija. Durante esta expedição, foram forçados a comer seus cavalos e cães, e perderam a maioria de seus aliados indianos, muitos morrendo de frio ao atravessar as montanhas. Quando voltaram para casa, foram atacados pelo povo Chitarero em 27 de maio de 1533. Ehinger e o capitão Estéban Martín fugiram para um barranco baixo, onde foram presos por índios atirando flechas. Ehinger recebeu uma flecha envenenada no pescoço. Apesar das atenções do padre Agostinho Vicente de Requejada, Ehinger morreu em 31 de maio de 1533 e foi enterrado sob uma árvore. A expedição voltou sem ele para Coro.

### Governos
Retornando à Europa após a morte de Ehinger, Georg von Speyer estava entre os jovens caçadores de fortunas solicitados pelos Welsers para colonizar o Vice-reino de Nova Granada em 1534. Speyer obteve de Carlos V a nomeação de governador da Venezuela, apesar das reivindicações de Nikolaus Federmann que havia sido tenente de Ehinger. Esse armou uma nova expedição na Espanha e nas Ilhas Canárias e, em 22 de fevereiro de 1534, desembarcou em Santa Ana de Coro.

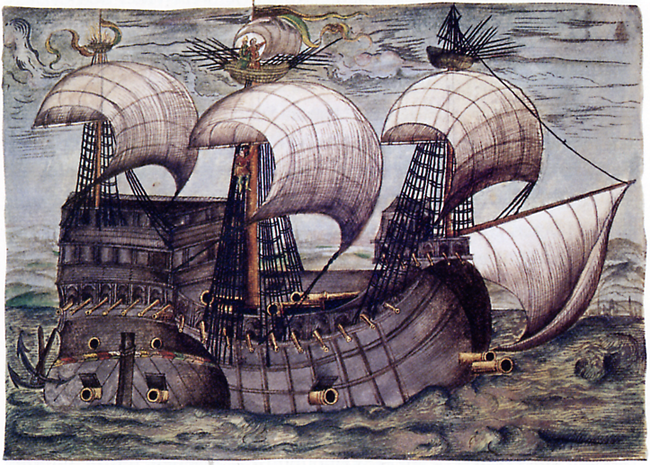
Navio La Santa Trinidad, em que Philipp von Hutten atravessou o Atlântico em 1535

Entre 1535 e 1538, Georg von Speyer procurou no sudoeste da Venezuela e no norte da Colômbia pelo "Eldorado", na companhia de [Nikolaus Federmann e depois com Philipp von Hutten. Contra o conselho, Speyer indicou Federmann seu tenente. Acompanhados por 450 tropas regulares e 1.500 índios amigos, eles partiram em uma jornada de exploração para o interior. Partindo da cidade de Rio de Hacha, seguiram o flanco leste da cordilheira, seguindo a rota existente de comércio de sal, onde cruzava os Andes e entrava nas terras de Chibcha. Os Chibcha eram uma cultura avançada cujo domínio já havia sido parcialmente conquistado por Gonzalo Jiménez de Quesada Jiménez de Quesada de Santa Marta, agora Colômbia, sob ordens de Pedro Fernández de Lugo.
Depois de marcharem juntos por cerca de 300 quilômetros, Speyer e Federmann se dividiram em duas partes, concordando em se encontrar depois. Speyer experimentou grandes dificuldades por parte de índios hostis, e os soldados, não acostumados a marchar sob um sol escaldante, se amotinaram várias vezes. Quando finalmente chegaram ao local designado da reunião sem encontrar nenhum vestígio de Federmann, os soldados ficaram desencorajados. Federmann cruzou os Andes para Bogotá, onde ele e Sebastián de Belalcázar contestaram as reivindicações de Gonzalo Jiménez de Quesada naquela província.
Sem Federmann, Speyer animava suas tropas com a esperança de descobrir as riquezas do Eldorado, das quais os sobreviventes da expedição de Ehinger, entre eles Federmann, haviam trazido os primeiros relatórios. Eles continuaram a marcha para o sul, mas, quando a estação das chuvas começou, o transbordamento dos rios impediu o progresso e as consequentes febres dizimaram suas fileiras. Speyer perseverou por um longo tempo em sua busca pelo Eldorado, até que finalmente seu avanço foi bloqueado por um rio poderoso, provavelmente o Orinoco|Orinoco, ou seu confluente, o Apure e no início de 1539 ele voltou para Coro de mãos vazias, com apenas 80 homens esfarrapados e doentes, o que restou dos que liderara mais de quatro anos antes.
Por causa de problemas de saúde, von Speyer renunciou ao cargo de governador em 1539 e morreu em junho de 1540.
Em dezembro de 1540 Philipp von Hutten tornou-se governador (capitão-geral) da Venezuela. Hutten então continuou a busca no interior. Após vários anos de peregrinação, assediado pelos nativos e enfraquecido pela fome e pela febre, ele e seus seguidores chegaram a uma cidade grande, a capital de Omaguas, no país ao norte do rio Amazonas, para onde foram encaminhados por os índios e Hutten foi gravemente ferido. Ele liderou aqueles de seus seguidores que sobreviveram de volta a Coro, em 1546, para descobrir que um espanhol, Juan de Carvajal, havia sido nomeado pela Real Audiencia de Santo Domingo para preservar a ordem na Venezuela.
Com o passar dos anos, sem notícias de Hutten e seus seguidores, Carvajal fundou El Tocuyo com colonos de Coro e começou a se sentir seguro em sua posição, e o retorno dos aventureiros alemães não foi bem-vindo. Quando ele viu como eles estavam diminuídos em número, pensou em forçar deles um reconhecimento de sua autoridade. Nisso, porém, ele não teve êxito e uma tentativa subseqüente de capturá-los foi quase desastrosa para si mesmo, pois foi ferido por um companheiro de viagem de Hutten, Bartholomeus VI  Welser (o mais jovem).
Carvajal foi forçado a prometer a passagem segura dos alemães para Santa Ana de Coro na costa. Em sua jornada para a costa, os aventureiros não tomaram precauções contra ataques e foram facilmente capturados por Carvajal em abril de 1546, que, depois de manter Hutten e Welser acorrentados por um tempo, os decapitaram. Alguns anos depois, a abdicação de Carlos V do Sacro Imperador Romano em 1556 significou o fim definitivo da tentativa de Welser de reafirmar sua concessão por meios legais.